# اندی دونالدسون
اندی دونالدسون (انگلیسی: Andy Donaldson؛ ۲۲ مارس ۱۹۲۵ – ۲۰ ژوئن ۱۹۸۷) بازیکن فوتبال بود.
از باشگاه‌هایی که در آن بازی کرده‌است می‌توان به باشگاه فوتبال میدلزبرو اشاره کرد.